# Löpare (textil)

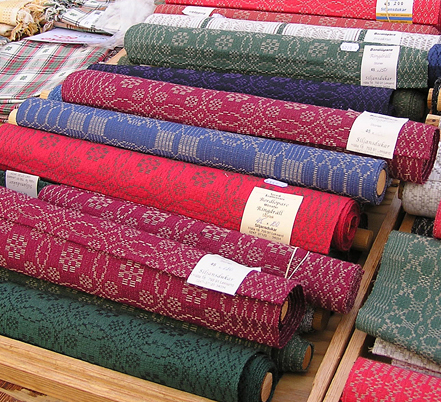
Hoprullade löpare.

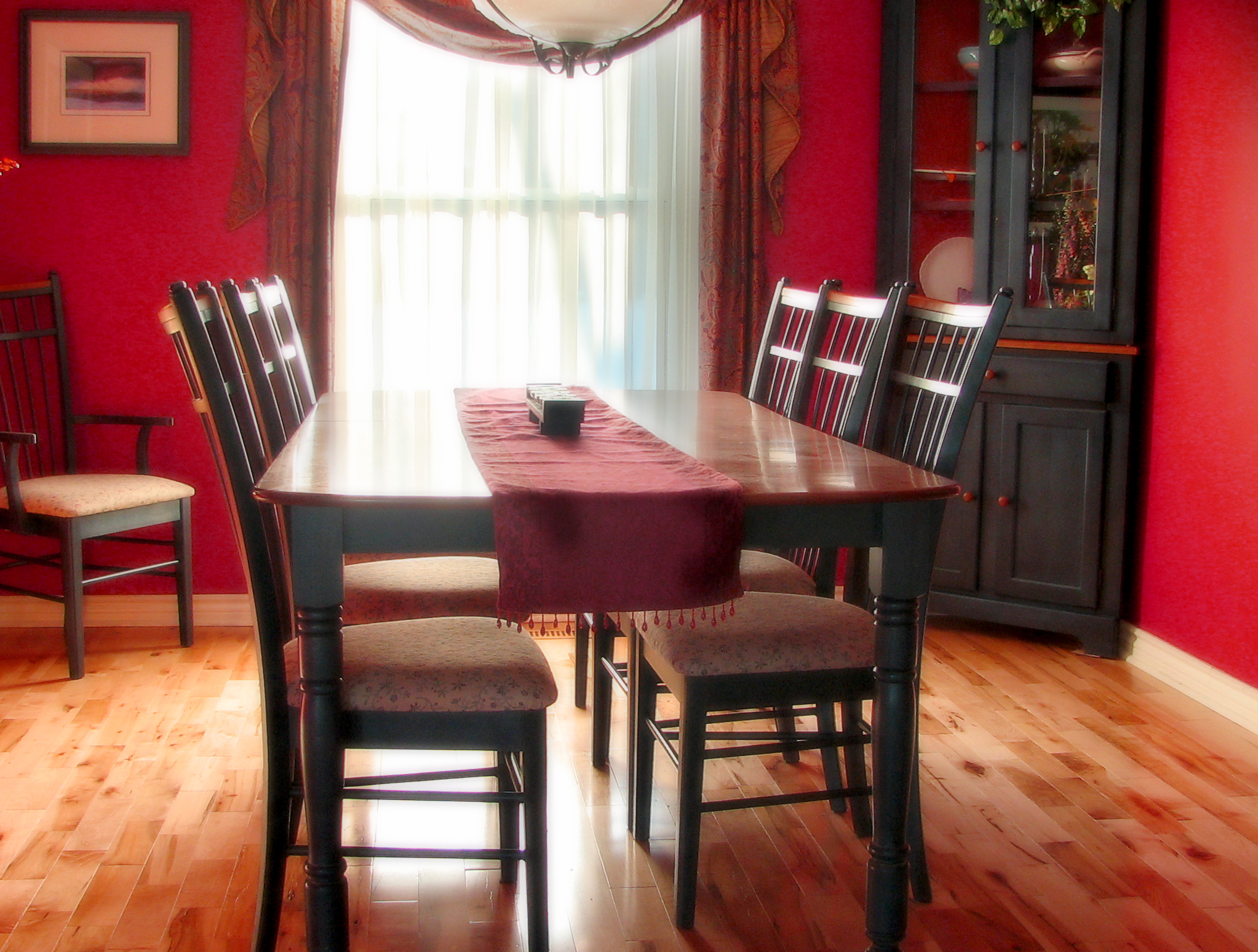
Bord med löpare.

Löpare (eller bordlöpare) är en långsmal bordsduk. Den skiljer sig från en duk just däri att den är smal i förhållande till det bord den ska ligga på och lång. En duk kan vara smal och lång utan att gå under benämningen löpare, men har då i gengäld en större bredd än den smalare löparen. En löpare kan vara broderad eller vävd, med eller utan fransar. 
Traslöpare är löpare i mattrasor, som regel vävd med enkelt inslag, det vill säga en ensam remsa, och företrädesvis lite smalare än till trasmattor för att ge en tunnare duk än matta.
Festremsor lanserades som begrepp på 1960-talet av hemslöjden för löpare i färgglada randningar i cottolin.